# تاريخ علم الأمراض
يمكن أن يعود تاريخ علم الأمراض إلى أوائل تطبيقات الأسلوب العلمي على مجال الطب، وهو التطور الذي حدث في الشرق الأوسط أثناء العصر الذهبي الإسلامي وفي أوروبا الغربية أثناء عصر النهضة الإيطالية.
وتم إجراء عمليات التشريح البشري المنهجية الأولى من قِبل الأطباء اليونانيين القدماء هيروفيلوس في مجمع خلقيدونية (Herophilus) وإيرازيستيراتوس في خيوس (Erasistratus of Chios) في الجزء الأول من القرن الثالث قبل الميلاد. وكان أول طبيب يُعرف بإجراء عمليات التشريح بعد الوفاة هو الطبيب العربي ابن زهر (من 1091م حتى 1161م). ومن المسلم به بشكل عام أن رودولف فيرشو (Rudolf Virchow) (من 1821م حتى 1902م) هو أبو علم الأمراض المجهرية. ومعظم اختصاصيي علم الأمراض الأوائل كانوا الأطباء أو الجراحين الممارسين.

## أصول علم الأمراض
يشكل الفهم الأول لأصول الأمراض أول تطبيق لـلأسلوب العلمي على مجال الطب، وهو التطور الذي حدث في الشرق الأوسط أثناء العصر الذهبي الإسلامي وفي أوروبا الغربية أثناء عصر النهضة الإيطالية.
وكان الطبيب اليوناني أبقراط (Hippocrates)، مؤسس الطب العلمي، أول من تعامل مع علم التشريح وعلم الأمراض في العمود الفقري للإنسان. وأبدى جالينوس (Galen) اهتمامًا في علم التشريح من دراساته لـهيروفيلوس وإيرازيستيراتوس. وقد يبدو مفهوم دراسة المرض من خلال التشريح المنهجي وفحص الأجسام والأعضاء والأنسجة المصابة بالمرض واضحًا اليوم، ولكن هناك عددًا قليلاً إن وجد من الأمثلة على تشريحات الجثث الحقيقية التي تم إجراؤها قبل الألفية الثانية. على الرغم من أن علم الأمراض الخاص بـالعدوى كان مفهومًا من قِبل الأطباء المسلمين منذ عصر ابن سينا (980م–1037م) الذي وصفه في القانون في الطب (حوالي 1020م) أول طبيب عُرف بإجراء عمليات تشريح بعد الوفاة كان الطبيب العربي ابن زهر (1091م–1161م) الذي أثبت أن سبب جرب الأمراض الجلدية هو الطفيل، ثم تبعه ابن النفيس (مواليد 1213م) الذي استخدم التشريح لاكتشاف الدورة الدموية الرئوية في عام 1242م. وفي القرن الخامس عشر الميلادي، تم استخدام التشريح بشكل متكرر من قِبل الطبيب الإيطالي أنطونيو بينيفيني (Antonio Benivieni) (من 1443م حتى 1502م) لتحديد سبب الوفاة. ويُنسب أيضًا لأنطونيو بينيفيني تقديم تشريح الجثة في المجال الطبي. وربما كان أشهر اختصاصي باثولوجيا قديمًا هو جيوفاني مورغاني (Giovanni Morgagni) (من 1682م حتى 1771م). وتم نشر رائعته De Sedibus et Causis Morborum per Anatomem Indagatis، عام 1761م، والتي تصف نتائج أكثر من 600 حالة تشريح جزئية وكلية تم تنظيمها تشريحيًا وارتبطت منهجيًا بالأعراض التي ظهرت على المرضى قبل موتهم. وعلى الرغم من أن دراسة التشريح العادي كانت قد حققت تقدمًا جيدًا بالفعل في هذه الفترة، فإن De Sedibus كان واحدًا من أوائل الأطروحات المكرسة خصيصًا لربط تشريح المريض مع المرض السريري. وبحلول أواخر العقد الأول من القرن التاسع عشر الميلادي، تم إنتاج قسم كبير من الأدب حول خصائص نتائج التشريح الكلي للأمراض المعروفة. ويمكن تلخيص نطاق أبحاث علم الأمراض الكلي في هذه الفترة من خلال عمل اختصاصي الباثولوجيا الفييني (الذي تعود أصوله إلى هراديك كرالوف (Hradec Kralove) في جمهورية التشيك) كارل روكيتانسكي (Carl Rokitansky (من 1804م حتى 1878م)، الذي يُقال أنه قد أجرى 20000 حالة تشريح للجثث وأشرف على 60000 حالة إضافية طوال حياته.

## أصول علم الأمراض المجهرية
من المسلم به بشكل عام أن رودولف فيرشو (1821م-1902م) هو أبو علم الأمراض المجهرية. في حين أن المجهر المركب قد تم اختراعه قبل حوالي 150 عامًا، إلا أن فيرشو كان واحدًا من أوائل الأطباء البارزين الذين أكدوا على دراسة مظاهر المرض التي لم تكن تظهر إلا على المستوى الخلوي فقط. وجمع أحد طلاب فيرشو، يوليوس كونهايم (Julius Cohnheim) (من 1839م حتى 1884م) تقنيات علم الأنسجة مع العمليات التجريبية لدراسة الالتهاب، الأمر الذي جعله من أوائل اختصاصيي علم الأمراض التجريبي. كذلك كان كونهايم رائدًا في استخدام عملية القسم المجمد؛ ويجري تطبيق أحد أشكال هذه التقنية على نطاق واسع من قِبل اختصاصيي علم الأمراض المعاصرين لتقديم التشخيص وتوفير معلومات سريرية أخرى أثناء العمليات الجراحية.

## علم الأمراض التجريبي الحديث
من خلال مساعدة التقنيات البحثية الجديدة، مثل المجهر الإلكتروني والكيمياء الهيستولوجية المناعية والبيولوجيا الجزيئية، في توسيع نطاق الوسائل التي يمكن لعلماء الطب الحيوي من خلالها دراسة المرض، أصبح تعريف علم الأمراض التحقيقي وحدوده أقل تمايزًا. وفي أوسع معانيه، يمكن اعتبار جميع الأبحاث تقريبًا التي تربط مظاهر المرض بالعمليات القابلة للتحديد في الخلايا أو الأنسجة أو الأعضاء علم أمراض تجريبي.